# Sjónvarpið
Sjónvarpið, ook wel Stöð 1 genoemd, is de televisiezender van de IJslandse omroep RÚV. De zender werd opgericht in 1966. Op de zender wordt vooral nieuws, sport, culturele programma's, kinderprogramma's en (Amerikaanse en Britse) films uitgezonden. De meest gewaardeerde programma's van de zender zijn Spaugstofan en Fréttir, íþróttir og veður (Nieuws, sport en weer). Sjónvarpið betekent in het IJslands letterlijk de televisie.

## Geschiedenis
Op 30 september 1966 werden de programma's van Sjónvarpið voor het eerst uitgezonden. In het begin werd er alleen uitgezonden op woensdag en vrijdag en dit werd met de jaren uitgebreid. Nadat het zijn monopolie verloor en het de zender Stöð 2 moest dulden als concurrent beëindigde Sjónvapið het tijdperk van de televisieloze donderdagen op 1 oktober 1987. Hiervoor was ook de televisiepauze in juli afgeschaft in 1983.
Uitzendingen in kleur begonnen in 1976. De teletext service van RÚV, Textavarp genaamd, werd gelanceerd op de 25ste verjaardag van de IJslandse televisie in 1991.